# دورا إلسي
دورا إلسي هي عالمة حشرات ألمانية، ولدت في 9 أكتوبر 1898 في باد هونيف في ألمانيا، وتوفيت في 21 أكتوبر 1979 في ميونخ في ألمانيا.